# Gonomyia flavocostalis
Gonomyia flavocostalis là một loài ruồi trong họ Limoniidae. Chúng phân bố ở miền Cổ bắc.